# Sentul (Cluwak)
Sentul is een bestuurslaag in het regentschap Pati van de provincie Midden-Java, Indonesië. Sentul telt 2000 inwoners (volkstelling 2010).